# Saison 3 de Being Human : La Confrérie de l'étrange
Chronologie
Saison 2 Saison 4
Cet article présente les huit épisodes de la troisième saison de la série télévisée britannique Being Human : La Confrérie de l'étrange (Being Human).

## Synopsis
L'histoire suit trois colocataires dans la trentaine qui tentent de vivre une vie normale bien qu'ils aient chacun quelque chose de particulier : il y a George qui est un loup-garou, Mitchell un vampire et Annie un fantôme.

## Distribution

### Acteurs principaux
- Lenora Crichlow (V. F. : Agnès Manoury) : Anna « Annie » Clare Sawyer
- Russell Tovey (V. F. : Jean-Marco Montalto) : George Sands
- Aidan Turner (V. F. : Frédéric Popovic) : John Mitchell
- Sinead Keenan (V. F. : Isabelle Volpe) : Nina Pickering

### Acteurs récurrents
- Lacey Turner (V. F. : Marie Diot) : Lia Shaman
- Michael Socha (V. F. : Stéphane Pouplard) : Thomas MacNair
- Robson Green : MacNair
- Mark Lewis Jones (V. F. : Antoine Tomé) : Richard Headgraves
- Craig Roberts (V. F. : Juan Llorca) : Adam
- Alexandra Roach : Sasha
- Tony Maudsley : Graham
- Lee Ingleby (V. F. : Philippe Siboulet) : Edgar Wyndam

## Liste des épisodes

### Épisode 1:Les Couloirs du purgatoire
- Royaume-Uni : 23 janvier 2011 sur BBC Three
- France : 14 janvier 2012 sur Orange Cinénovo[1],[2]
- Québec : 13 juin 2012 sur Ztélé[3]

- Royaume-Uni : 1,57 million de téléspectateurs (première diffusion)

- Lacey Turner (Lia)
- Michael Socha (Tom McNair)
- Robson Green (McNair, père de Tom)

### Épisode 2:Une famille d'accueil
- Royaume-Uni : 30 janvier 2011 sur BBC Three
- France : 14 janvier 2012 sur Orange Cinénovo[2]

- Royaume-Uni : 1,38 million de téléspectateurs (première diffusion)

- Craig Roberts (Adam)
- Mark Lewis Jones (Richard Hargreaves)

### Épisode 3:La Quatrième Espèce
- Royaume-Uni : 6 février 2011 sur BBC Three
- France : 21 janvier 2012 sur Orange Cinénovo[2]

- Royaume-Uni : 1,3 million de téléspectateurs (première diffusion)

### Épisode 4:La Meute
- Royaume-Uni : 13 février 2011 sur BBC Three
- France : 21 janvier 2012 sur Orange Cinénovo[2]

- Royaume-Uni : 1,25 million de téléspectateurs (première diffusion)

### Épisode 5:L'Oncle Billy de Sarah Phelps
- Royaume-Uni : 20 février 2011 sur BBC Three
- France : 28 janvier 2012 sur Orange Cinénovo[2]

- Royaume-Uni : 1,26 million de téléspectateurs (première diffusion)

### Épisode 6:Un fantôme de trop
- Royaume-Uni : 27 février 2011 sur BBC Three
- France : 28 janvier 2012 sur Orange Cinénovo[2]

- Royaume-Uni : 985 000 téléspectateurs (première diffusion)

### Épisode 7:Rien ne va plus
- Royaume-Uni : 6 mars 2011 sur BBC Three
- France : 4 février 2012 sur Orange Cinénovo[2]

- Royaume-Uni : 1,05 million de téléspectateurs (première diffusion)

### Épisode 8:Au commencement était la fin
- Royaume-Uni : 13 mars 2011 sur BBC Three
- France : 4 février 2012 sur Orange Cinénovo[2]

- Royaume-Uni : 1,1 million de téléspectateurs (première diffusion)